# Palazzo delle Industrie
Il Palazzo delle Industrie (Palácio das Indústrias in portoghese) è uno edificio storico di San Paolo del Brasile.

## Storia
L'edificio, progettato dall'architetto Domiziano Rossi dello studio di Ramos de Azevedo, venne costruito tra il 1911 e il 1924. Ha ospitato in passato la sede dell'Assemblea legislativa, della Segreteria di sicurezza pubblica e anche del governo della città di San Paolo.

## Descrizione
Situato nella Zona Centrale della città, presenta uno stile eclettico.